# Fussball Club Luzern 2021-2022
Questa voce raccoglie le informazioni riguardanti il Fussball Club Luzern nelle competizioni ufficiali della stagione 2021-2022.

## Stagione
Nella stagione 2021-2022 il Lucerna, allenato da Fabio Celestini, Sandro Chieffo e Mario Frick, concluse il campionato di Super League al 9º posto. In Coppa Svizzera il Lucerna fu eliminato in semifinale dal Lugano. In Europa Conference League il Lucerna fu eliminato al terzo turno di qualificazione dal Feyenoord.

## Rosa
| N. |                        | Ruolo | Calciatore                      |
| -- | ---------------------- | ----- | ------------------------------- |
| 2  | Tunisia (bandiera)     | D     | Mohamed Dräger                  |
| 4  | Svizzera (bandiera)    | D     | Luca Jaquez                     |
| 4  | Germania (bandiera)    | C     | Christian Gentner               |
| 5  | Albania (bandiera)     | D     | Denis Simani                    |
| 6  | Paesi Bassi (bandiera) | C     | Jordy Wehrmann                  |
| 7  | Senegal (bandiera)     | C     | Ibrahima N'Diaye                |
| 8  | Germania (bandiera)    | C     | Tsiy Ndenge                     |
| 9  | Serbia (bandiera)      | A     | Dejan Sorgić                    |
| 10 | Svizzera (bandiera)    | C     | Samuele Campo                   |
| 11 | Svizzera (bandiera)    | C     | Pascal Schürpf                  |
| 13 | Rep. Ceca (bandiera)   | D     | Martin Frýdek (calciatore 1969) |
| 14 | Svizzera (bandiera)    | D     | Serkan Izmirlioglu              |
| 15 | Germania (bandiera)    | C     | Marvin Schulz                   |
| 16 | Turchia (bandiera)     | C     | Varol Tasar                     |
| 17 | Svizzera (bandiera)    | D     | Simon Grether                   |

| N. |                       | Ruolo | Calciatore      |
| -- | --------------------- | ----- | --------------- |
| 19 | Svizzera (bandiera)   | C     | Filip Ugrinić   |
| 20 | Serbia (bandiera)     | A     | Nikola Čumić    |
| 21 | Portogallo (bandiera) | A     | Asumah Abubakar |
| 23 | Ghana (bandiera)      | A     | Samuel Alabi    |
| 27 | Austria (bandiera)    | A     | Marko Kvasina   |
| 30 | Svizzera (bandiera)   | C     | Ardon Jashari   |
| 31 | Kosovo (bandiera)     | C     | Lorik Emini     |
| 32 | Germania (bandiera)   | P     | Marius Müller   |
| 34 | Svizzera (bandiera)   | D     | Silvan Sidler   |
| 38 | Svizzera (bandiera)   | P     | Pascal Loretz   |
| 41 | Svizzera (bandiera)   | C     | Noah Rupp       |
| 46 | Svizzera (bandiera)   | D     | Marco Burch     |
| 74 | Svizzera (bandiera)   | D     | Severin Ottiger |
| 75 | Svizzera (bandiera)   | D     | Thoma Monney    |
| 90 | Serbia (bandiera)     | P     | Vaso Vasić      |

## Organigramma societario
Area tecnica
- Allenatore: Mario Frick
- Allenatore in seconda: Claudio Lustenberger, Roman Matter
- Preparatore dei portieri: Lorenzo Bucchi
- Preparatori atletici: Eric Schönfeld, Marco Heer, Christian Schmidt

## Calciomercato

### Sessione estiva
| Acquisti | Acquisti          | Acquisti                     | Acquisti |
| R.       | Nome              | da                           | Modalità |
| -------- | ----------------- | ---------------------------- | -------- |
| A        | Nikola Čumić      | Olympiacos                   |          |
| D        | David Domgjoni    | Menemen                      |          |
| D        | Holger Badstuber  | Stoccarda II                 |          |
| C        | Samuele Campo     | Darmstadt                    |          |
| D        | Patrick Farkas    | Salisburgo                   |          |
| C        | Christian Gentner | Union Berlino                |          |
| P        | Pascal Loretz     | Team FC Luzern/SC Kriens U18 |          |
| D        | Severin Ottiger   | Team FC Luzern/SC Kriens U18 |          |
| P        | Vaso Vasić        | R.E. Mouscron                |          |

| Cessioni | Cessioni         | Cessioni             | Cessioni |
| R.       | Nome             | a                    | Modalità |
| -------- | ---------------- | -------------------- | -------- |
| P        | Loïc Jacot       | Wohlen               |          |
| C        | Álex Carbonell   | Celta Vigo B         |          |
| A        | Aziz Binous      | Kriens               |          |
| D        | Lucas Alves      | Al-Tai               |          |
| D        | Ashvin Balaruban | Kriens               |          |
| D        | Marco Bürki      | Thun Berner Oberland |          |
| D        | Stefan Knežević  | Charleroi            |          |
| A        | Lino Lang        | Kriens               |          |
| C        | Tyron Owusu      | Lucerna II           |          |
| P        | Raphael Radtke   | Buochs               |          |
| C        | Louis Schaub     | Colonia              |          |
| C        | Jordy Wehrmann   | Lucerna II           |          |
| P        | David Zibung     | Lucerna U16          |          |

### Sessione invernale
| Acquisti | Acquisti           | Acquisti          | Acquisti |
| R.       | Nome               | da                | Modalità |
| -------- | ------------------ | ----------------- | -------- |
| A        | Marko Kvasina      | Ostenda           |          |
| D        | Mohamed Dräger     | Nottingham Forest |          |
| D        | Serkan Izmirlioglu | Wil               |          |
| A        | Asumah Abubakar    | Lugano            |          |
| D        | Denis Simani       | Vaduz             |          |

| Cessioni | Cessioni       | Cessioni  | Cessioni |
| R.       | Nome           | a         | Modalità |
| -------- | -------------- | --------- | -------- |
| D        | David Domgjoni | Nieciecza |          |
| A        | Yvan Alounga   | Sciaffusa |          |
| D        | Patrick Farkas | Hartberg  |          |

## Risultati

### Super League

#### Prima fase, girone di andata
| Arbitro: | San |

|                              |           |                                   |
| Schürpf 27’, 52’ N'Diaye 41’ | Marcatori | 14’, 59’ Elia 68’, 90’ Siebatcheu |

| Arbitro: | Jaccottet |

|                   |           |                       |
| Ruiz 1’ Babić 13’ | Marcatori | 82’ Ugrinić 90’ Tasar |

| Arbitro: | San |

|            |           |                                       |
| Ugrinić 5’ | Marcatori | 35’ Kryeziu 44’ Kramer 75’ Marchesano |

| Arbitro: | Cibelli |

|                                                   |           |             |
| Cognat 16’ Antunes 21’ Stevanović 43’ Rodelin 69’ | Marcatori | 78’ N'Diaye |

| Arbitro: | Bieri |

|            |           |              |
| Sidler 62’ | Marcatori | 27’ Monteiro |

| Arbitro: | Staubli |

|           |           |          |
| Sidler 3’ | Marcatori | 51’ Herc |

| Arbitro: | San |

|            |           |                  |
| Hoarau 42’ | Marcatori | 82’ (rig.) Emini |

| Arbitro: | Bieri |

|                               |           |                                   |
| Ugrinić 21’ Sorgić 72’ (rig.) | Marcatori | 3’ Abubakar 35’ Celar 45’ Bottani |

| Arbitro: | Dudic |

|             |           |              |
| Stocker 68’ | Marcatori | 78’ Wehrmann |

#### Prima fase, girone di ritorno
| Arbitro: | Horisberger |

|              |           |                   |
| Ngamaleu 90’ | Marcatori | 30’ (rig.) Schulz |

| Arbitro: | Schnyder |

|                        |           |  |
| Sorgić 26’ N'Diaye 52’ | Marcatori |  |

| Arbitro: | Cibelli |

|                 |           |             |
| Kukuruzović 13’ | Marcatori | 75’ Ugrinić |

| Arbitro: | Bieri |

|  |           |               |
|  | Marcatori | 71’ Itaitinga |

| Arbitro: | Schnyder |

|                                        |           |            |
| Ziegler 4’ Amoura 35’ Marić 45’ (rig.) | Marcatori | 10’ Sorgić |

| Arbitro: | Schärer |

|           |           |                                     |
| Čumić 90’ | Marcatori | 3’ Cabral 49’ Petretta 58’ Palacios |

| Arbitro: | Fähndrich |

|                                          |           |  |
| Tosin 2’, 57’ Marchesano 13’ Kryeziu 20’ | Marcatori |  |

| Arbitro: | Piccolo |

|             |           |           |
| Bonatini 4’ | Marcatori | 79’ Čumić |

| Arbitro: | San |

|  |           |                                    |
|  | Marcatori | 19’ (rig.) Stevanović 61’ Vouilloz |

#### Seconda fase, girone di andata
| Arbitro: | Fähndrich |

|  |           |                                |
|  | Marcatori | 49’ (rig.), 90’ Frei 86’ Males |

| Arbitro: | Dudic |

|                                 |           |            |
| Lavanchy 20’ Haile-Selassie 83’ | Marcatori | 45’ Dräger |

| Arbitro: | Bieri |

|              |           |  |
| Abubakar 57’ | Marcatori |  |

| Arbitro: | Schnyder |

|           |           |             |
| Bedia 53’ | Marcatori | 86’ Kvasina |

| Arbitro: | San |

|                        |           |                  |
| Kukuruzović 90’ (rig.) | Marcatori | 2’, 72’ Abubakar |

| Arbitro: | Schärer |

|  |           |                       |
|  | Marcatori | 17’ Ceesay 78’ Gnonto |

| Arbitro: | Fähndrich |

|                            |           |                      |
| Siebatcheu 8’ Mambimbi 10’ | Marcatori | 41’ Burch 85’ Dräger |

| Arbitro: | Piccolo |

|                    |           |  |
| Bonatini 2’ (aut.) | Marcatori |  |

| Arbitro: | Cibelli |

|                                  |           |                   |
| Schmidt 12’ Görtler 21’ Duah 37’ | Marcatori | 6’ Čumić 9’ Burch |

#### Seconda fase, girone di ritorno
| Arbitro: | Horisberger |

|                         |           |                |
| Ugrinić 59’ Kvasina 86’ | Marcatori | 38’, 56’ Celar |

| Arbitro: | San |

|                       |           |                         |
| Arigoni 13’ Momoh 29’ | Marcatori | 63’ Abubakar 90’ Sidler |

| Arbitro: | Schärer |

|                                   |           |                             |
| Schulz 75’ Sorgić 86’ N'Diaye 90’ | Marcatori | 14’ (rig.) Ruiz 83’ Fazliji |

| Arbitro: | Cibelli |

|                           |           |  |
| Stocker 3’, 73’ Čalov 87’ | Marcatori |  |

| Arbitro: | Cibelli |

|                                   |           |  |
| Burch 28’ Jashari 54’ Ugrinić 76’ | Marcatori |  |

| Arbitro: | Horisberger |

|                                               |           |  |
| Abubakar 38’ Sorgić 66’ N'Diaye 82’ Čumić 87’ | Marcatori |  |

| Arbitro: | Schärer |

|                  |           |                                  |
| Grgić 87’ (rig.) | Marcatori | 44’ Sorgić 57’ Schulz 72’ Dräger |

| Arbitro: | Schnyder |

|                        |           |                       |
| Sorgić 23’ Ugrinić 69’ | Marcatori | 3’ Kanga 6’ Fernandes |

| Arbitro: | Schärer |

|                     |           |                                   |
| Tosin 2’ Ceesay 27’ | Marcatori | 38’ N'Diaye 45’ Campo 55’ Ugrinić |

### Coppa Svizzera
| Arbitro: | Fähndrich |

|  |           |             |
|  | Marcatori | 45’ N'Diaye |

| Arbitro: | Turkes |

|                    |           |                        |
| Neziraj 69’ (rig.) | Marcatori | 45’ Sorgić 94’ Ugrinić |

| Arbitro: | Schärer |

|  |           |                       |
|  | Marcatori | 30’ N'Diaye 88’ Tasar |

| Arbitro: | Cibelli |

|  |           |                                                |
|  | Marcatori | 12’, 82’ Emini 43’ Sorgić 45’ Dräger 68’ Campo |

| Arbitro: | San |

|                                 |                      |                                    |
| Celar 72’, 94’ (rig.)           | Marcatori            | 89’ Sidler 119’ Abubakar           |
| Marić Lovrić Yuri Ziegler Celar | Tiri di rigore 4 – 3 | Schulz Campo Ugrinić Schürpf Tasar |

### Europa Conference League

#### Fase di qualificazione
| Arbitro: | Hernández |

|  |           |                            |
|  | Marcatori | 9’, 38’ Til 84’ Sinisterra |

| Arbitro: | Guida |

|                                    |           |  |
| Jahanbakhsh 9’, 34’ Sinisterra 48’ | Marcatori |  |

### Spareggio promozione-retrocessione
| Arbitro: | San |

|                            |           |                              |
| Bobadilla 14’ Del Toro 71’ | Marcatori | 4’ (rig.) Schulz 53’ Jashari |

| Arbitro: | Schärer |

|                               |           |  |
| Schulz 19’ (rig.) Ugrinić 70’ | Marcatori |  |

## Statistiche

### Statistiche di squadra
| Competizione                       | Punti | In casa | In casa | In casa | In casa | In casa | In casa | In trasferta | In trasferta | In trasferta | In trasferta | In trasferta | In trasferta | Totale | Totale | Totale | Totale | Totale | Totale | DR  |
| Competizione                       | Punti | G       | V       | N       | P       | Gf      | Gs      | G            | V            | N            | P            | Gf           | Gs           | G      | V      | N      | P      | Gf     | Gs     | DR  |
| ---------------------------------- | ----- | ------- | ------- | ------- | ------- | ------- | ------- | ------------ | ------------ | ------------ | ------------ | ------------ | ------------ | ------ | ------ | ------ | ------ | ------ | ------ | --- |
| Super League                       | 40    | 18      | 6       | 4       | 8       | 27      | 29      | 18           | 3            | 9            | 6            | 25           | 35           | 36     | 9      | 13     | 14     | 52     | 64     | -12 |
| Coppa Svizzera                     | -     | 0       | 0       | 0       | 0       | 0       | 0       | 5            | 4            | 1            | 0            | 12           | 3            | 5      | 4      | 1      | 0      | 12     | 3      | +9  |
| Europa Conference League           | -     | 1       | 0       | 0       | 1       | 0       | 3       | 1            | 0            | 0            | 1            | 0            | 3            | 2      | 0      | 0      | 2      | 0      | 6      | -6  |
| Spareggio promozione-retrocessione | -     | 1       | 1       | 0       | 0       | 2       | 0       | 1            | 0            | 1            | 0            | 2            | 2            | 2      | 1      | 1      | 0      | 4      | 2      | +2  |
| Totale                             | 40    | 20      | 7       | 4       | 9       | 29      | 32      | 25           | 7            | 11           | 7            | 39           | 43           | 45     | 14     | 15     | 16     | 68     | 75     | -7  |

### Andamento in campionato
| Giornata  | 1 | 2 | 3 | 4  | 5  | 6  | 7 | 8 | 9 | 10 | 11 | 12 | 13 | 14 | 15 | 16 | 17 | 18 | 19 | 20 | 21 | 22 | 23 | 24 | 25 | 26 | 27 | 28 | 29 | 30 | 31 | 32 | 33 | 34 | 35 | 36 |
| --------- | - | - | - | -- | -- | -- | - | - | - | -- | -- | -- | -- | -- | -- | -- | -- | -- | -- | -- | -- | -- | -- | -- | -- | -- | -- | -- | -- | -- | -- | -- | -- | -- | -- | -- |
| Luogo     | C | T | C | T  | C  | C  | T | C | T | T  | C  | T  | C  | T  | C  | T  | T  | C  | C  | T  | C  | T  | T  | C  | T  | C  | T  | C  | T  | C  | T  | C  | C  | T  | C  | T  |
| Risultato | P | N | P | P  | N  | N  | N | P | N | N  | V  | N  | P  | P  | P  | P  | N  | P  | P  | P  | V  | N  | V  | P  | N  | V  | P  | N  | N  | V  | P  | V  | V  | V  | N  | V  |
| Posizione | 6 | 7 | 9 | 10 | 10 | 10 | 9 | 9 | 9 | 10 | 8  | 9  | 9  | 10 | 10 | 10 | 10 | 10 | 10 | 10 | 9  | 9  | 9  | 9  | 9  | 9  | 9  | 9  | 9  | 9  | 9  | 9  | 9  | 9  | 9  | 9  |

Legenda:

Luogo: C = Casa; T = Trasferta. Risultato: V = Vittoria; N = Pareggio; P = Sconfitta.

### Statistiche dei giocatori
| Giocatore      | Super League | Super League | Super League | Super League | Coppa Svizzera | Coppa Svizzera | Coppa Svizzera | Coppa Svizzera | Totale   | Totale | Totale      | Totale     |
| Giocatore      | Presenze     | Reti         | Ammonizioni  | Espulsioni   | Presenze       | Reti           | Ammonizioni    | Espulsioni     | Presenze | Reti   | Ammonizioni | Espulsioni |
| -------------- | ------------ | ------------ | ------------ | ------------ | -------------- | -------------- | -------------- | -------------- | -------- | ------ | ----------- | ---------- |
| A. Abubakar    | 18           | 5            | 1            | 0            | 2              | 1              | 1              | 0              | 20       | 6      | 2           | 0          |
| S. Alabi       | 0            | 0            | 0            | 0            | 0              | 0              | 0              | 0              | 0        | 0      | 0           | 0          |
| Y. Alounga     | 12           | 0            | 0            | 0            | 1              | 0              | 0              | 0              | 13       | 0      | 0           | 0          |
| H. Badstuber   | 14           | 0            | 0            | 0            | 3              | 0              | 1              | 0              | 17       | 0      | 1           | 0          |
| M. Burch       | 34           | 3            | 6            | 0            | 5              | 0              | 0              | 0              | 39       | 3      | 6           | 0          |
| S. Campo       | 23           | 1            | 2            | 0            | 3              | 1              | 0              | 0              | 26       | 2      | 2           | 0          |
| D. Domgjoni    | 6            | 0            | 1            | 0            | 1              | 0              | 0              | 0              | 7        | 0      | 1           | 0          |
| M. Dräger      | 17           | 3            | 3            | 0            | 2              | 1              | 1              | 0              | 19       | 4      | 4           | 0          |
| L. Emini       | 15           | 1            | 4            | 0            | 4              | 2              | 1              | 0              | 19       | 3      | 5           | 0          |
| P. Farkas      | 7            | 0            | 3            | 0            | 2              | 0              | 0              | 0              | 9        | 0      | 3           | 0          |
| M. Frýdek      | 25           | 0            | 2            | 0            | 4              | 0              | 1              | 0              | 29       | 0      | 3           | 0          |
| C. Gentner     | 34           | 0            | 2            | 0            | 4              | 0              | 0              | 0              | 38       | 0      | 2           | 0          |
| S. Grether     | 13           | 0            | 1            | 0            | 2              | 0              | 0              | 0              | 15       | 0      | 1           | 0          |
| S. Izmirlioglu | 0            | 0            | 0            | 0            | 0              | 0              | 0              | 0              | 0        | 0      | 0           | 0          |
| L. Jacot       | 0            | 0            | 0            | 0            | 0              | 0              | 0              | 0              | 0        | 0      | 0           | 0          |
| L. Jaquez      | 1            | 0            | 0            | 0            | 0              | 0              | 0              | 0              | 1        | 0      | 0           | 0          |
| A. Jashari     | 17           | 1            | 5            | 0            | 2              | 0              | 0              | 0              | 19       | 1      | 5           | 0          |
| M. Kvasina     | 14           | 2            | 1            | 0            | 1              | 0              | 0              | 0              | 15       | 2      | 1           | 0          |
| P. Loretz      | 0            | 0            | 0            | 0            | 0              | 0              | 0              | 0              | 0        | 0      | 0           | 0          |
| T. Monney      | 0            | 0            | 0            | 0            | 0              | 0              | 0              | 0              | 0        | 0      | 0           | 0          |
| M. Müller      | 26           | 0            | 2            | 0            | 2              | 0              | 0              | 0              | 28       | 0      | 2           | 0          |
| I. N'Diaye     | 31           | 6            | 3            | 0            | 5              | 2              | 0              | 0              | 36       | 8      | 3           | 0          |
| T. Ndenge      | 6            | 0            | 0            | 0            | 0              | 0              | 0              | 0              | 6        | 0      | 0           | 0          |
| S. Ottiger     | 1            | 0            | 0            | 0            | 0              | 0              | 0              | 0              | 1        | 0      | 0           | 0          |
| N. Rupp        | 6            | 0            | 0            | 0            | 0              | 0              | 0              | 0              | 6        | 0      | 0           | 0          |
| M. Schulz      | 30           | 3            | 8            | 2            | 4              | 0              | 2              | 0              | 34       | 3      | 10          | 2          |
| P. Schürpf     | 13           | 2            | 3            | 0            | 2              | 0              | 0              | 0              | 15       | 2      | 3           | 0          |
| S. Sidler      | 23           | 3            | 1            | 0            | 5              | 1              | 1              | 0              | 28       | 4      | 2           | 0          |
| D. Simani      | 16           | 0            | 5            | 0            | 2              | 0              | 0              | 0              | 18       | 0      | 5           | 0          |
| D. Sorgić      | 30           | 7            | 4            | 0            | 5              | 2              | 0              | 0              | 35       | 9      | 4           | 0          |
| V. Tasar       | 23           | 1            | 4            | 1            | 5              | 1              | 1              | 0              | 28       | 2      | 5           | 1          |
| F. Ugrinić     | 34           | 8            | 10           | 0            | 5              | 1              | 0              | 0              | 39       | 9      | 10          | 0          |
| V. Vasić       | 10           | 0            | 0            | 0            | 3              | 0              | 0              | 0              | 13       | 0      | 0           | 0          |
| J. Wehrmann    | 17           | 1            | 4            | 0            | 3              | 0              | 0              | 0              | 20       | 1      | 4           | 0          |
| N. Čumić       | 24           | 4            | 3            | 1            | 2              | 0              | 0              | 0              | 26       | 4      | 3           | 1          |